# Arslan Mehmed-paša
Arslan Mehmed-paša, später Arslan Mehmed paša-beg iz Bilaja (* 1745; † 1812), war ein Großgouverneur des Paschalik Bosniens vom 29. April 1789 bis zum 15. Oktober 1789 zur Zeit des letzten Österreichischen Türkenkriegs, später wurde er auch ein Serasker Bosniens.

## Abstammung
Arslan Mehmed-paša war der Sohn von Mehmed-paša Kuli, geboren in Lika, dessen Vater war Salih-aga Kuli, der erste Kapitän der Stara Ostrovica. Dieser wurde 1721 zum Kapitän von Bihać und bekam dafür den Titel eines Paschas.
Nach dem Krieg zog die Familie Kuli von Lika nach Bilaj (heute ein Dorf bei Bosanski Petrovac). Arslan-beg zog später aus Bilaj nach Čaplje (ein Dorf bei Sanski Most) und wurde dort dann „Bilajački beg“ (Bilajgischer Bey) genannt aus dem später der Nachname „Bilajbeg“, beziehungsweise „Bilajbegović“ wurde.